# Manzala-meer
Het Manzala-meer (Arabisch: بحيرة المنزلة baḥīrat manzala) is een brakwatermeer, soms ook wel een lagune genoemd, in het noordoosten van Egypte. Het meer bevindt zich aan de Nijldelta nabij de Middellandse Zee, in de buurt van de havenstad Port Said en op enkele kilometers afstand van de oude ruïnes van Tanis. Ten noordwesten van het meer ligt de stad Damietta. Het is het grootste van de noordelijke deltameren van Egypte en heeft een lengte van 47 kilometer en een breedte van 30 kilometer. 
Lake Manzala is lang maar vrij ondiep. Tijdens de aanleg van het Suezkanaal zijn er wijzigingen in de diepte aangebracht om het kanaal in de lengterichting langs het meer te laten lopen. Zijn bedding bestaat uit zachte klei. Voor de aanleg van het Suezkanaal was het Manzala-meer van de Middellandse Zee gescheiden door een strook zand van 200 tot 300 meter breed. Port Said werd in de 19e eeuw naast het Manzala-meer gesticht om de aanleg van kanalen en aanverwante infrastructuur te ondersteunen. De ligging van het meer direct ten zuiden van de luchthaven Port Said beperkt de groeicapaciteit van de stad.
Het Manzala-meer is het meest noordelijke van drie natuurlijke meren die worden doorsneden door het Suezkanaal, de andere twee zijn het Timsahmeer en het Grote Bittermeer. De aanleg van het kanaal ging van noord naar zuid en bereikte eerst het Manzala-meer. Vanwege de ondiepheid van het meer was het nodig om een overhellingskanaal te graven om schepen te laten passeren.
Het Manzala-meer diende als een belangrijke bron van goedkope vis voor menselijke consumptie in Egypte, maar vervuiling en afwatering van het meer hebben de visstand van het meer verminderd.

## Afbeeldingen

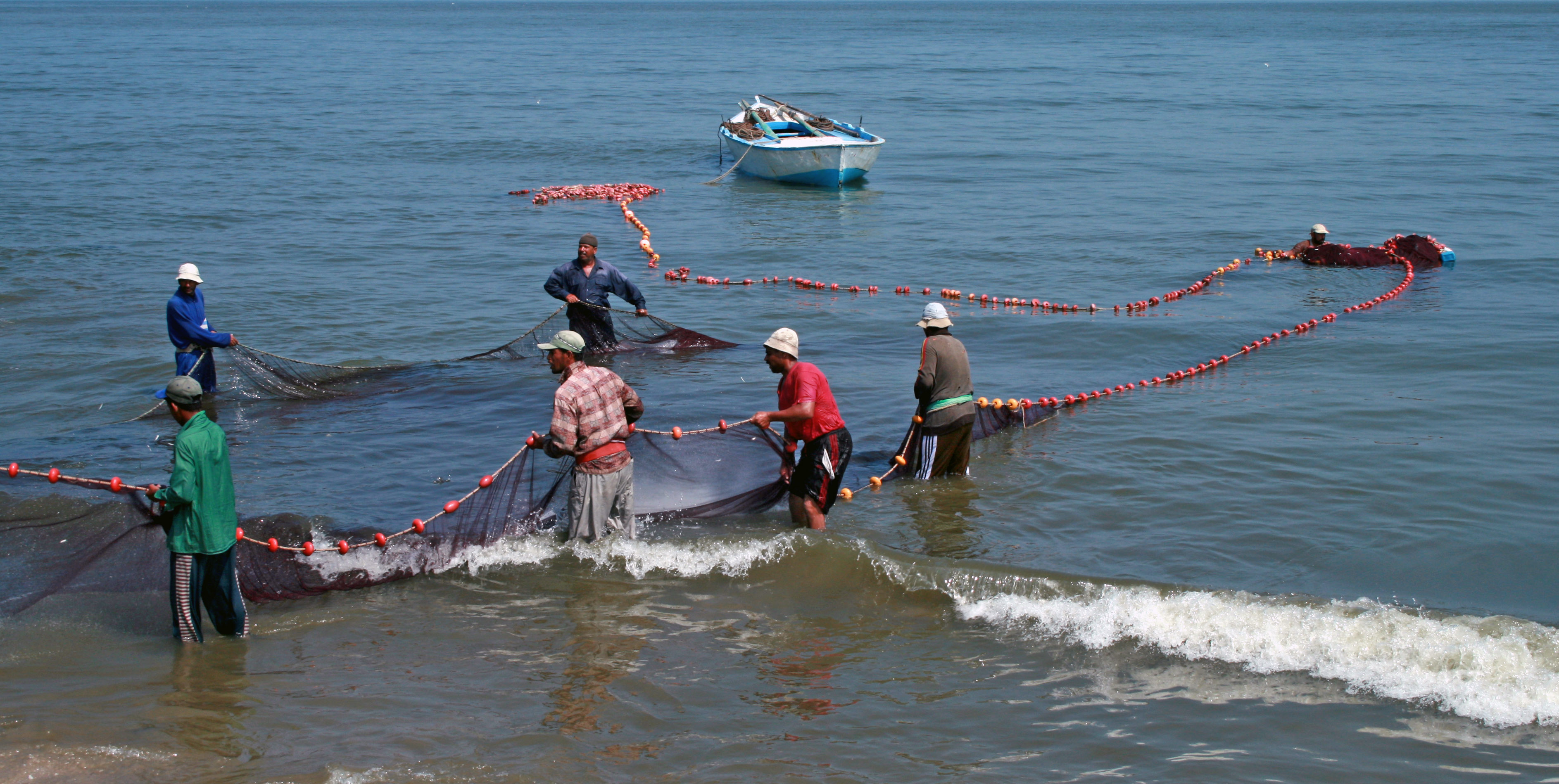
Vissers
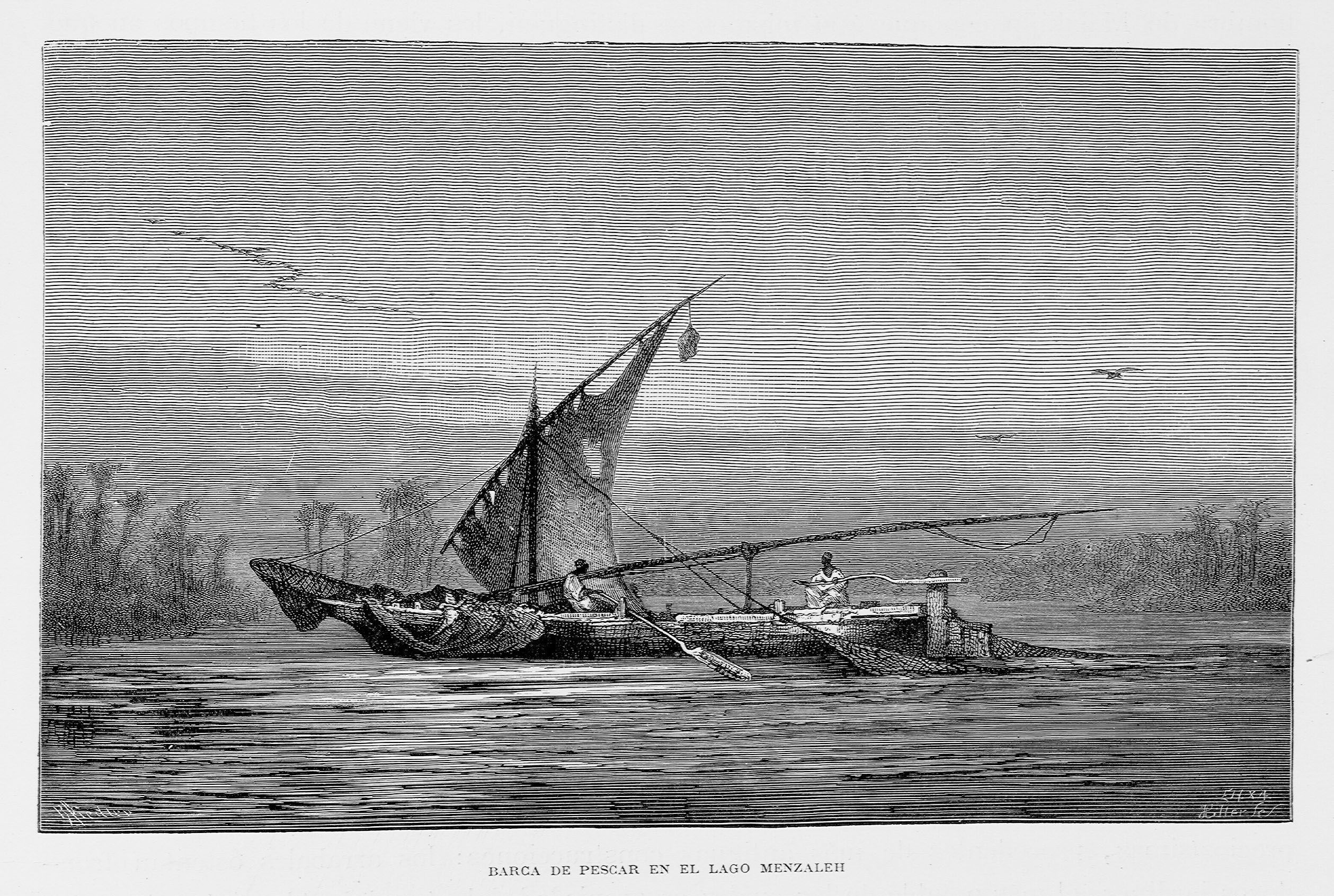
Traditionele vissersboot in 1882
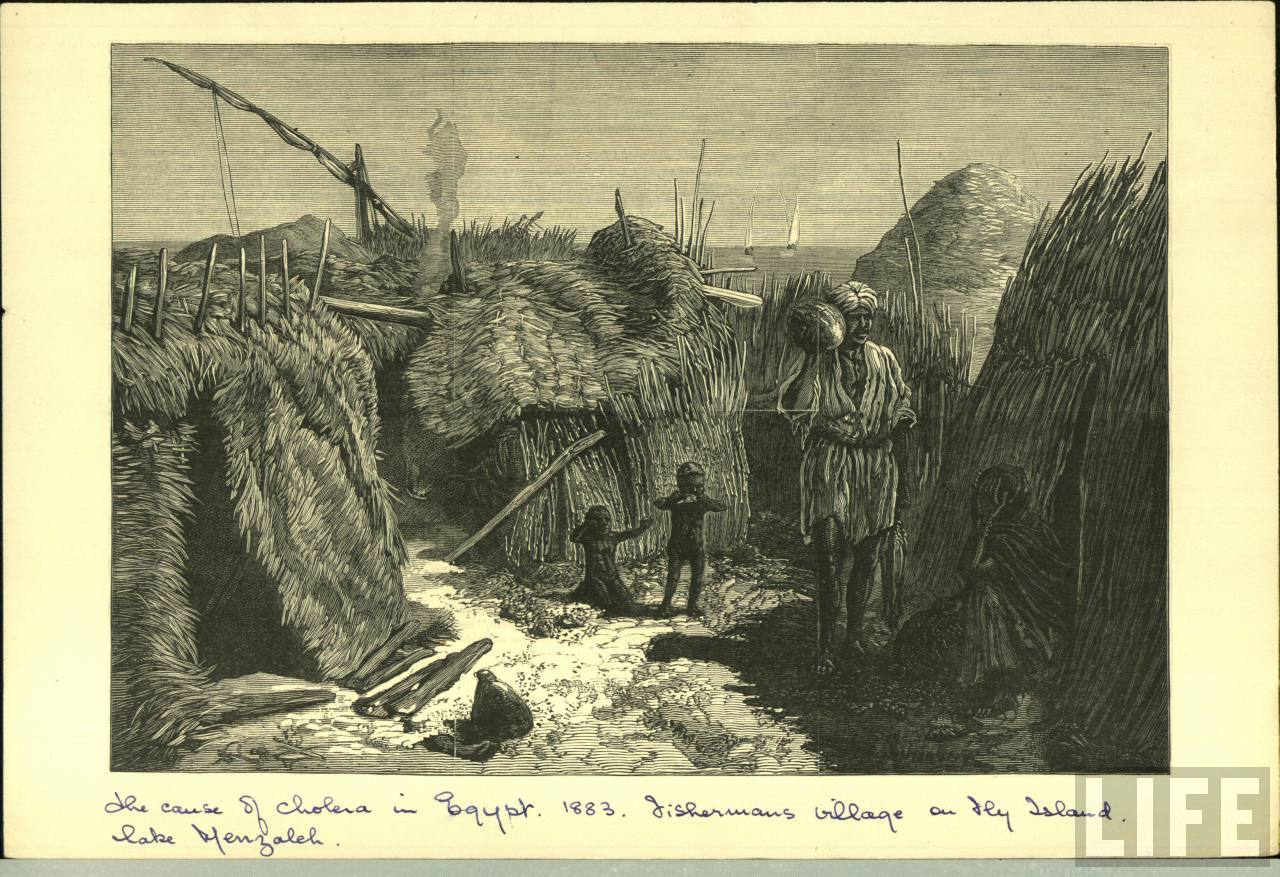
Vissersdorpje ten tijde van een cholera-uitbraak in 1883